# 近江鉄道モハ1形電車
近江鉄道モハ1形電車（おうみてつどうモハ1がたでんしゃ）は、近江鉄道に在籍した通勤形電車の制御電動車の形式でモハ1 - 6の総数6両。編成を組んだクハ1213形電車クハ1213・1218 - 1222の総数6両もここでとりあげる。700系、800系に改造の名目で車籍を譲り形式消滅となり、実車は後に解体された。

## 形態

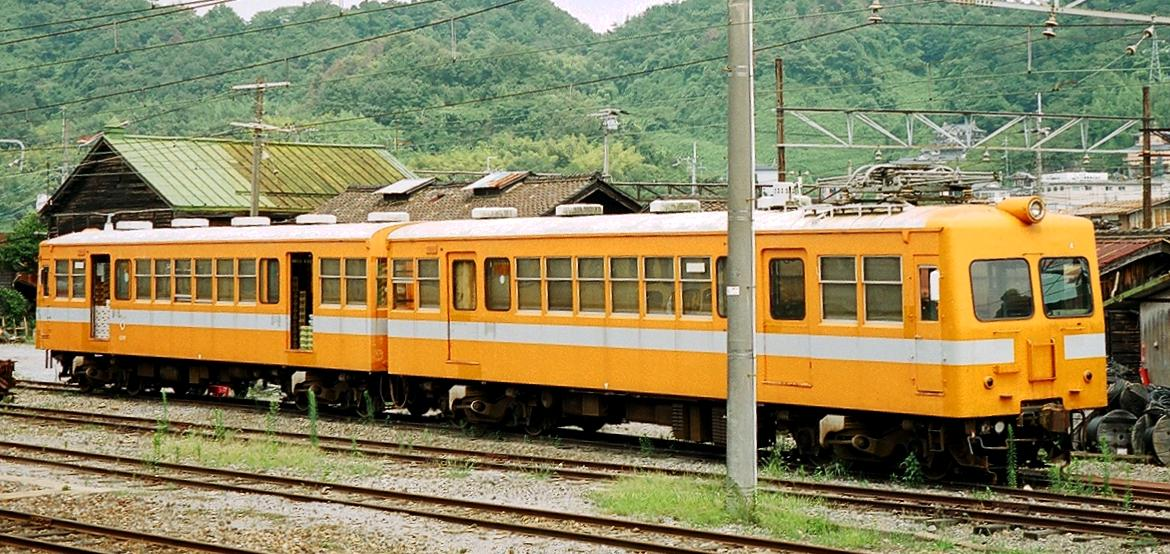
廃車時の塗装　モハ4(2000年撮影)

車体は131系とほぼ同形の「近江形」で、当時流行した湘南形前面をもつ。製造当時は西武赤電と同じラズベリーにベージュの塗り分け。のちに台車を西武からのFS-40に変更、釣り架け駆動ながら空気バネとなった。廃車時には黄色の塗装となっていた。
モハ1形は、デハニ2形を1963年9月認可で鋼体化改造名義で彦根工場において車体新製した。台車KS33L、機器はデハニ2形からの再利用、番号対照はデハニ9→モハ1、デハニ2 - 6→モハ2 - 6。デハニ2形は1928年の近江鉄道全線電化時に投入された木造車のデハ1形が荷物合造車に改造されたもの。
同じ車体を持ち編成を組むクハ1213形は、同じく鋼体化改造名義で制御客車の車籍を使い車体新製した。ハニ1→クハ1213、クハ1209 - 1211→クハ1218 - 1220。クハ1221 - 1222は実車に他車との差はないが新造扱いである。
モハ1形とクハ1213形で2両固定編成を組んだが、モハの車号から見るとクハの車号は連続していない。

## 前身
車籍のみ使い、車体を新製して手持ちの機器を装備する当時の近江鉄道の典型的な方法がつかわれている。ここで取り上げている車両は書類上車両の履歴がつながっていることを基準にしており、荷物室を設置した程度のものから、何一つ使われていないものまで様々である。明治時代に製造された客車の一部が使用されているわけではない。
デハ1形およびデハニ2形については近江鉄道デハ1形電車を参照。

### ハニ1
クハ1213に車籍を継いだハニ1は、八日市線を開業した湖南鉄道の導入した蒸気動車にその起源を持つ。1913年（大正2年）製造の汽車会社の工藤式蒸気動車キロハ1・2→キハニ1・キハ2→（客車化改造で）ホハフ2・3→ハニ2・1。

### クハ1209
1898年（明治31年）の開業時のマッチ箱客車に遡る。西武の木造制御車を購入して自社の木造客車の台車を履かせたもの。車体と車体の新旧対照は、クハ1209は西武クハ1252とフホハ28、1210は西武クハ1254とフホハ29、1211は西武クハ1255とフホハ27。